# Soldanella angusta
Soldanella angusta är en viveväxtart som beskrevs av Li Bing Zhang. Soldanella angusta ingår i släktet alpklockor, och familjen viveväxter. Inga underarter finns listade i Catalogue of Life.